# Danny Guthrie
Danny Sean Guthrie (Shrewsbury, Inglaterra, 18 de abril de 1987) es un exfutbolista inglés que jugaba como centrocampista.

## Clubes
| Club                            | País       | Año       |
| ------------------------------- | ---------- | --------- |
| Liverpool F. C.                 | Inglaterra | 2005-2007 |
| Southampton F. C. (cedido)      | Inglaterra | 2007      |
| Bolton Wanderers F. C. (cedido) | Inglaterra | 2007-2008 |
| Newcastle United F. C.          | Inglaterra | 2008-2012 |
| Reading F. C.                   | Inglaterra | 2012-2015 |
| Fulham F. C. (cedido)           | Inglaterra | 2015      |
| Blackburn Rovers F. C.          | Inglaterra | 2015-2017 |
| Mitra Kukar F. C.               | Indonesia  | 2018      |
| Walsall F. C.                   | Inglaterra | 2019-2021 |
| Fram Reykjavík                  | Islandia   | 2021-2022 |

## Palmarés

### Títulos nacionales
| Título                       | Club                   | País       | Año  |
| ---------------------------- | ---------------------- | ---------- | ---- |
| Football League Championship | Newcastle United F. C. | Inglaterra | 2010 |